# Nationalsozialistischer Evangelischer Pfarrerbund
Der Nationalsozialistische Evangelische Pfarrerbund (NSEP) war eine 1931 gegründete Organisation nationalsozialistisch gesinnter evangelischer Pfarrer, die hauptsächlich in Bayern aktiv war.

## Geschichte
Auf Initiative von Hans Schemm entstand im Rahmen des Nationalsozialistischen Lehrerbundes (NSLB) eine Arbeitsgemeinschaft von Geistlichen beider großen in Deutschland vertretenen Konfessionen. Dies wiederum führte zur Bildung einer Arbeitsgemeinschaft nationalsozialistischer evangelischer Geistlicher, die sich in Bayern ab Mitte 1931 offiziell Nationalsozialistischer Evangelischer Pfarrerbund nannte. Der NSEP wurde jedoch kein der Parteigliederung der Nationalsozialistischen Deutschen Arbeiterpartei (NSDAP) angeschlossener Verband, da sich die NSDAP im Kirchenkampf nicht auf eine Seite festlegen wollte. Zur Reichstagswahl Juli 1932 wandte sich der NSEP auf einem NSDAP-Wahlkampfflugblatt an die Öffentlichkeit mit einer religiösen Legitimation des Nationalsozialismus und seines Führers Adolf Hitler.
Ab 1933 bestand eine „Reichsleitung“ des NSEP, die sich später Bund evangelischer Pfarrer im Dritten Reich nannte; deren Einfluss auf Pfarrerbünde anderer Landeskirchen ist jedoch noch nicht abschließend erforscht.
Mit der Machtergreifung nahmen die Aktivitäten des NSEP stark zu. Als Ziel der NSEP wurde 1933 formuliert, „die auf dem Boden der NSDAP stehenden evangelischen Geistlichen zu fruchtbarer und wirkungsvoller Arbeit an Volkstum und Kirche zusammen[zu]fassen“ und sich für die „Neugestaltung des Kirchenwesens und des Verhältnisses zwischen Staat und Kirche“ einzusetzen, womit man die gleiche Zielsetzung wie die Deutschen Christen einnahm. Im April 1933 setzte sich der NSEP-Leiter Friedrich Klein im bayerischen Pfarrerverein erfolgreich dafür ein, den politisch unliebsamen bayerischen Kirchenpräsident Friedrich Veit auszutauschen. Diesen Erfolg konnte er jedoch nicht für einen Aufstieg des NSEP nutzen. Im Frühjahr 1934 bildete sich innerhalb des NSEP als eine theologische Arbeitsgruppe, der sogenannte Ansbacher Kreis, der maßgeblich für den Ansbacher Ratschlag verantwortlich war.
Der NSEP zerbrach schließlich 1934, als sich der größte Teil der Mitglieder hinter den bayerischen Landesbischof Hans Meiser und damit gegen den Führerrat stellte und den NSEP verließ, nachdem es Meiser gelungen war, die Eigenständigkeit der Landeskirche gegenüber der Reichskirche zu bewahren. Die verbliebenen 80 Mitglieder identifizierten sich größtenteils mit den Deutschen Christen.
Die Zeit ab 1935 ist weitestgehend unerforscht. In den Entnazifizierungsbestimmungen wird er nicht erwähnt.

## Leitung und Organisation
Reichsleiter und bayerische Landesleiter waren:
- 1931–1933: Friedrich Klein (1894–1946)
- 1933–1934: Ernst Daum (1901–1991)
- 1934: Friedrich Möbus (1890–1945)
- ab Dezember 1934: Ludwig Beer (1893–1949)

1934 bestand der NSEP aus 8 Gauen (Coburg, Mittelfranken-Ost, Mittelfranken-West, Oberbayern, Oberfranken, Oberpfalz/Niederbayern, Schwaben und Unterfranken), deren Gauleiter zusammen mit dem Landesleiter einen „Führerrat“ bildeten.
1933 sind reichsweit 98 Mitglieder nachgewiesen, Mitte 1934 in Bayern 268 Mitglieder. 1934 gehörten dem NSEP 260 etwa Mitglieder an, was maximal 25 % der bayerischen Pfarrerschaft entsprach. 1935 waren es nur noch knapp 80 Mitglieder.

## Bekannte Mitglieder
- Hans Gollwitzer (1896–1979), evangelischer Pfarrer, Hauptakteur der Deutschen Christen im bayerischen Kirchenkampf, Bürgermeister von Mühldorf am Inn